# Paul von Rusdorf

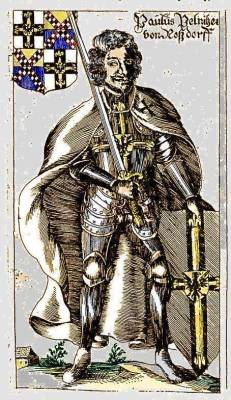
Paul von Rusdorf, nach Christoph Hartknoch: Altes und neues Preussen. 1684.

Hochmeisterwappen Pauls von Rusdorf

Paul von Rusdorf (auch Paul von Rußdorf; * um 1385 in Roisdorf bei Bonn; † 9. Januar 1441 in der Ordensburg Marienburg) war der 29. Hochmeister des Deutschen Ordens in der Zeit von 1422 bis 1441.

## Leben
Er entstammte einem Ministerialengeschlecht.
1410 trat er dem Orden bei. 1412 war er Pfleger von Rastenburg, 1413–1416 Vogt zu Leipe, Tuchel und Mewe, 1416–1419 Oberster Tressler und 1419–1422 Großkomtur. Am 10. März 1422 erfolgte seine Wahl zum Hochmeister für den zurückgetretenen Michael Küchmeister.
Der Deutsche Orden war nach der Schlacht bei Tannenberg im Ersten Frieden von Thorn gezwungen worden, Kontributionen an Polen zu zahlen, die ihn an den Rand des finanziellen Ruins brachten. Befördert wurde diese Entwicklung durch die trotz Friedensschluss immer wieder ausbrechenden militärischen Auseinandersetzungen mit Polen-Litauen.
Der Frieden von Melnosee 1422 war einer der wenigen Erfolge von Rusdorf. Er brachte eine gewisse Stabilität, obwohl die Konflikte mit Polen und in Preußen in seiner Amtszeit andauerten. Der Orden verzichtete auf Schamaiten und Nessau. Außerdem wurde in den Vertrag ein Widerstandsrecht der preußischen Landstände bei Friedensbruch eingearbeitet.
Nach dem Tode von Großfürst Vytautas 1430 eröffnete der Orden den Angriff auf Litauen. Etwa zeitgleich zog er die Johanniter-Kommende Quartschen in der Neumark sowie weitere Besitzungen dieses Ordens dort an sich. 1435 wurde endlich der „Ewiger Frieden“ von Brest mit dem neuen polnischen König Władysław III. geschlossen. Die Einwohner beider Staaten erhielten fortan ein Mitbestimmungsrecht in der Außenpolitik.
Da der Orden gezwungen war, hohe Steuern von den preußischen Ständen und Hansestädten zu erheben, insbesondere Danzig, durchzog permanenter innenpolitischer Streit die gesamte Herrschaft Pauls. Die Stände forderten ein Mitspracherecht bei der Regierung des Ordensstaates, was abgelehnt wurde. Schließlich organisierten sie sich im Preußischen Bund, der am 14. März 1440 in Marienwerder gegründet wurde. Paul verweigerte jedoch die Genehmigung der Bundessatzung.
Gleichzeitig brach innerhalb des Ordens ein langwieriger Konflikt zwischen Hochmeister und dem Deutschmeister Eberhard von Saunsheim auf. Dieser versuchte unter Verwendung gefälschter Dokumente (der so genannten Orselnschen Statuten) ein Kontrollrecht und die Oberaufsicht über den Hochmeister zu erlangen.
Letztlich trat Paul von Rusdorf, durch den ständigen Hader völlig zermürbt und erkrankt, am 2. Januar 1441 als Hochmeister zurück und starb eine Woche später in der Ordensburg Marienburg, wo er wie seine Vorgänger in der St.-Annen-Kapelle beerdigt wurde.
Die Regierungszeit des Paul von Rusdorf markiert den Höhepunkt der inneren Krise des Ordens, der gekennzeichnet war von Streit, Intrigen, Parteibildungen sowie Disziplinverfall innerhalb des Ordens. Des Weiteren sind Behauptungen zu Schenkungen Rusdorfs an Dritte bis heute nicht geklärt.
Er autorisierte die Nutzung des Alten Kulms als Rechtsbuch im Deutschordensstaat.
1867 sind im damaligen Preußisch Stargard Münzen zweier Hochmeister gefunden worden, die des Paul von Rusdorf trugen die Inschrift PRIM. MAGST. PAVLVS und auf dem Revers MONETA. DNORVM. PRVS.